# Thoracotrichia somalica
Thoracotrichia somalica är en skalbaggsart som beskrevs av Decelle 1968. Thoracotrichia somalica ingår i släktet Thoracotrichia och familjen Melolonthidae. Inga underarter finns listade i Catalogue of Life.